# Generationszeit
Als Generationszeit wird in der Mikrobiologie die Zeitspanne bezeichnet, in der sich die Zahl an Mikroben in einer Population verdoppelt.
Außerhalb der Mikrobiologie bezeichnet der Ausdruck die durchschnittliche Zeitspanne zwischen zwei aufeinanderfolgenden Generationen. In der Epidemiologie ist die Generationszeit der zeitliche Abstand zwischen einer Infektion einer Person und Sekundärinfektionen, die von ihr ausgehen. Sie wird meist über das serielle Intervall abgeschätzt.

## Bestimmung der Generationszeit
Der Anstieg der Individuenzahl wird in der exponentiellen Phase durch die Gleichung
{\displaystyle \ln N=\ln N_{0}+k\cdot t\qquad \Leftrightarrow \qquad N=N_{0}\cdot \mathrm {e} ^{k\cdot t}}
beschrieben. Hierbei sind {\displaystyle N} die Anzahl der Individuen zum Zeitpunkt {\displaystyle t}, {\displaystyle N_{0}} die ursprüngliche Anzahl der Individuen und {\displaystyle k} die Wachstumskonstante, welche aus dem natürlichen Logarithmus des Wachstumsfaktors {\displaystyle q} resultiert:
{\displaystyle k=\ln q}.
Somit ergibt sich für eine Verdoppelung der Individuenzahl die Gleichung
{\displaystyle \ln(2\cdot N_{0})=\ln N_{0}+k\cdot t\quad \Rightarrow \quad t={\frac {\ln 2}{k}}\approx {\frac {0{,}69}{k}}}
Für die Bestimmung von {\displaystyle k} wird der Logarithmus der Individuenzahl {\displaystyle (\ln N)} über der Zeit {\displaystyle t}  aufgetragen. Für die exponentielle Wachstumsphase ergibt sich eine Gerade, deren Steigung die Wachstumskonstante darstellt.

## Mikrobiologie
| Bakterium                      | Generationszeit |
| ------------------------------ | --------------- |
| Geobacillus stearothermophilus | 11 Minuten      |
| Escherichia coli               | 20 Minuten      |
| Treponema pallidum             | 4–18 Stunden    |
| Mycobacterium tuberculosis     | 18 Stunden      |

Bei Bakterien kann die Generationszeit je nach Wachstumsbedingungen und je nach Bakterien-Stamm sehr verschieden sein. Die Generationszeit ist während der exponentiellen Phase des Bakterienwachstums am kürzesten. Die nebenstehende Tabelle zeigt Beispiele für Generationszeiten bei Bakterien unter optimalen Bedingungen.
Die Generationszeit der jeweiligen Bakterienkultur wird dabei im Wesentlichen durch externe Faktoren wie Temperatur, Lokalisation der Kultur (Nährmedium), pH-Wert, Oberflächengröße und Luftzusammensetzung beeinflusst. Zur industriellen Herstellung werden Bakterienkulturen in einem Bioreaktor unter optimalen Wachstumsbedingungen herangezüchtet und damit die Generationszeit verkürzt.

## Invasionsbiologie
Ähnliche exponentielle Wachstumsprozesse sind auch bei höheren Lebewesen zu beobachten, die in einem Ökosystem ohne natürliche Feinde leben, z. B. weil sie durch den Menschen eingeschleppt wurden. Beispiele dafür sind die Aga-Kröte in Australien, die Wasserhyazinthen auf dem Victoriasee sowie diverse in Neuseeland, Tasmanien und andernorts durch Siedler ausgesetzte europäische Haustierarten. Auch in Europa existiert das Phänomen: prominente Invasoren sind das drüsige Springkraut, der als Herkulesstaude bekannte Riesen-Bärenklau und die Chinesische Wollhandkrabbe.